# Chalcomenus molokaiensis
Chalcomenus molokaiensis är en skalbaggsart som beskrevs av Sharp 1903. Chalcomenus molokaiensis ingår i släktet Chalcomenus och familjen jordlöpare. Inga underarter finns listade i Catalogue of Life.